# Talsperre Harcov
Die Talsperre Harcov, früher als Harzdorfer Talsperre und Reichenberg-Talsperre bekannt, ist eine typische Intze-Staumauer in Liberec-Kristiánov im Isergebirge in Tschechien. 

## Geschichte
Die Talsperre wurde von November 1902 bis Juni 1904 zwischen Altharzdorf und Reichenberg in Böhmen unter der Oberbauleitung von  Intze gebaut. Heute liegt sie im Stadtgebiet von Liberec (Reichenberg). Ihr Zweck war der Hochwasserschutz und die Brauchwasser-(Betriebswasser)-Versorgung der Industrie.
Der Anlass zum Bau dieser Talsperre und fünf weiteren in der näheren Umgebung war das Hochwasser von 1897 im Einzugsgebiet der Görlitzer Neiße. Die Staumauer ist eine Gewichtsstaumauer aus Bruchsteinmauerwerk, die auf Granit gegründet ist. Der Grundstein wurde am 27. Juni 1903 gelegt; die Einweihung fand am 29. April 1904 statt. Die Bauarbeiten an der Mauer waren schon im Dezember 1903 beendet, die Nachtragsarbeiten erst im Juni 1904. Das gestaute Gewässer ist der Harcovský potok (Harzdorfer Bach).

## Weitere Daten
- Höchster Stauspiegel: 370,00 m ü. NN
- Größte Sohlbreite: 16 m

## Quelle
Die Informationen haben wir entnommen aus: Talsperren-Anlagen der Wassergenossenschaft zur Regulierung der Wasserläufe und Erbauung von Talsperren im Flussgebiete der Görlitzer Neiße in Reichenberg. Verlag der Wassergenossenschaft, Reichenberg 1906 (gedruckt zur Deutschböhmischen Ausstellung Reichenberg 1906).